# Michał Piaszczyński
Michał Piaszczyński (ur. 1 listopada 1885 r. w Łomży, zm. 18 grudnia 1940 r. w Sachsenhausen) – polski duchowny katolicki, kanonik kapituły łomżyńskiej, błogosławiony Kościoła katolickiego.

## Życiorys
Bł. Michał był synem Ferdynanda i Anny z domu Zientara. W 1903 r. wstąpił do seminarium duchownego, a w pięć lat później wyjechał na studia do Rzymskokatolickiej Akademii Duchownej w Petersburgu i tam 13 czerwca 1911 r. przyjął święcenia kapłańskie. W 1914 r. uzyskał doktorat z filozofii we Fryburgu.

W następnych latach podjął działalność duszpasterską we Francji, a potem był wykładowcą i wicedyrektorem w Wyższym Seminarium Duchownym w Łomży, żeńskim seminarium nauczycielskim, szkole mierniczej i prowadził Gimnazjum im. Piotra Skargi w Łomży. Ostatnią placówką jakiej był dyrektorem było Gimnazjum im. św. Kazimierza w Sejnach.
Po wybuchu II wojny światowej został aresztowany 7 kwietnia 1940 r. i więziony w Suwałkach, a następnie trafił do niemieckiego obozu koncentracyjnego w Działowie (13 kwietnia 1940 r.). Ksiądz Piaszczyński zasłynął z bohaterskiej postawy wobec żydowskiego adwokata, któremu obozowy nadzorca za karę odebrał porcję chleba. Gdy ksiądz Michał podzielił się z nim swoją kromką chleba - wtedy Żyd, wzruszony postawą katolickiego księdza, zdobył się na niezwykłe wyznanie: "Wy, katolicy, wierzycie, że w waszych kościołach w chlebie jest żywy Chrystus, ja wierzę, że w tym chlebie jest żywy Chrystus, który ci kazał podzielić się ze mną". Śmierć z wycieńczenia i chorób spotkał w obozie w Sachsenhausen, gdzie spędził ostatnie miesiące życia (od 3 maja 1940 r. do 18 grudnia 1940 r.).
Ci którzy mieli okazję go poznać zapamiętali go jako skromnego, pobożnego i współczującego duszpasterza. Pozostawił po sobie poezje, które są odbiciem jego wrażliwości.
Beatyfikowany przez papieża Jana Pawła II w Warszawie 13 czerwca 1999 w grupie 108 polskich męczenników.

## Twórczość
- Ks. Michał Piaszczyński: Poezje. Sejny: 1912. Brak numerów stron w książce